# 천지원자력발전소
천지원자력발전소(Cheonji Nuclear Power Plant)는 경상북도 영덕군 영덕읍 석리·노물리·매정리와 축산면 경정리 일대에 건설이 취소된 원자력발전소다. 당초 천지 1호기는 2026년, 천지 2호기는 2027년 상업운전을 시작할 예정이었다.

## 역사
- 2012년 9월 14일 : 전원개발사업<천지원자력발전소> 예정구역 지정 고시[1]
- 2013년 2월 22일 : 제6차 전력수급기본계획 확정 공고[2]
- 2015년 7월 22일 : 제7차 전력수급기본계획 확정 공고[3]
- 2015년 11월 18일 : 천지원자력발전소 건설사업 보상계획 열람·공고[4]
- 2017년 10월 24일 : 정부는 신고리 5․6호기 건설재개 방침과 계획된 신규원전 건설계획은 백지화하기 국무회의에서 의결[5]
- 2017년 12월 29일 : 제8차 전력수급기본계획 확정 공고[6]
- 2018년 6월 15일 : 한국수력원자력 이사회에서 월성원자력발전소 1호기 조기폐쇄와 삼척 대진원자력발전소 2기와 함께 건설 백지화를 의결[7]
- 2021년 3월 29일 : 산업통상자원부는 영덕 천지원자력발전소 예정구역 지정 철회를 의결[8]

## 발전설비 현황
| 원자력        | 원자력  | 1호기   | 1,400MW | 착공 중지 | 가압경수로 (APR-1400) | 2,800   |         |         |
| 원자력        | 원자력  | 2호기   | 1,400MW | 착공 중지 | 가압경수로 (APR-1400) | 2,800   |         |         |
| 설비용량 총계 | 2,800MW | 2,800MW | 2,800MW | 2,800MW   | 2,800MW               | 2,800MW | 2,800MW | 2,800MW |

## 같이 보기
- 아톰케어(AtomCARE)